# Leptochloa simoniana
Leptochloa simoniana är en gräsart som beskrevs av Neil Snow. Leptochloa simoniana ingår i släktet spretgräs, och familjen gräs. Inga underarter finns listade i Catalogue of Life.